# Crenicichla pydanielae
Crenicichla pydanielae är en fiskart som beskrevs av Ploeg, 1991. Crenicichla pydanielae ingår i släktet Crenicichla och familjen Cichlidae. Inga underarter finns listade i Catalogue of Life.